# Aeroport de Lelystad
L'Aeroport de Lelystad (codi IATA: LEY, codi OACI: EHLE) és un aeroport a 6 km al sud-est de la ciutat de Lelystad, província de Flevoland, Països Baixos.
És el major aeroport d'aviació general dels Països Baixos i és també la seu del museu d'aviació Aviodrome. El Boeing 747-200 anteriorment propietat de KLM és l'element més destacat de l'aeroport.

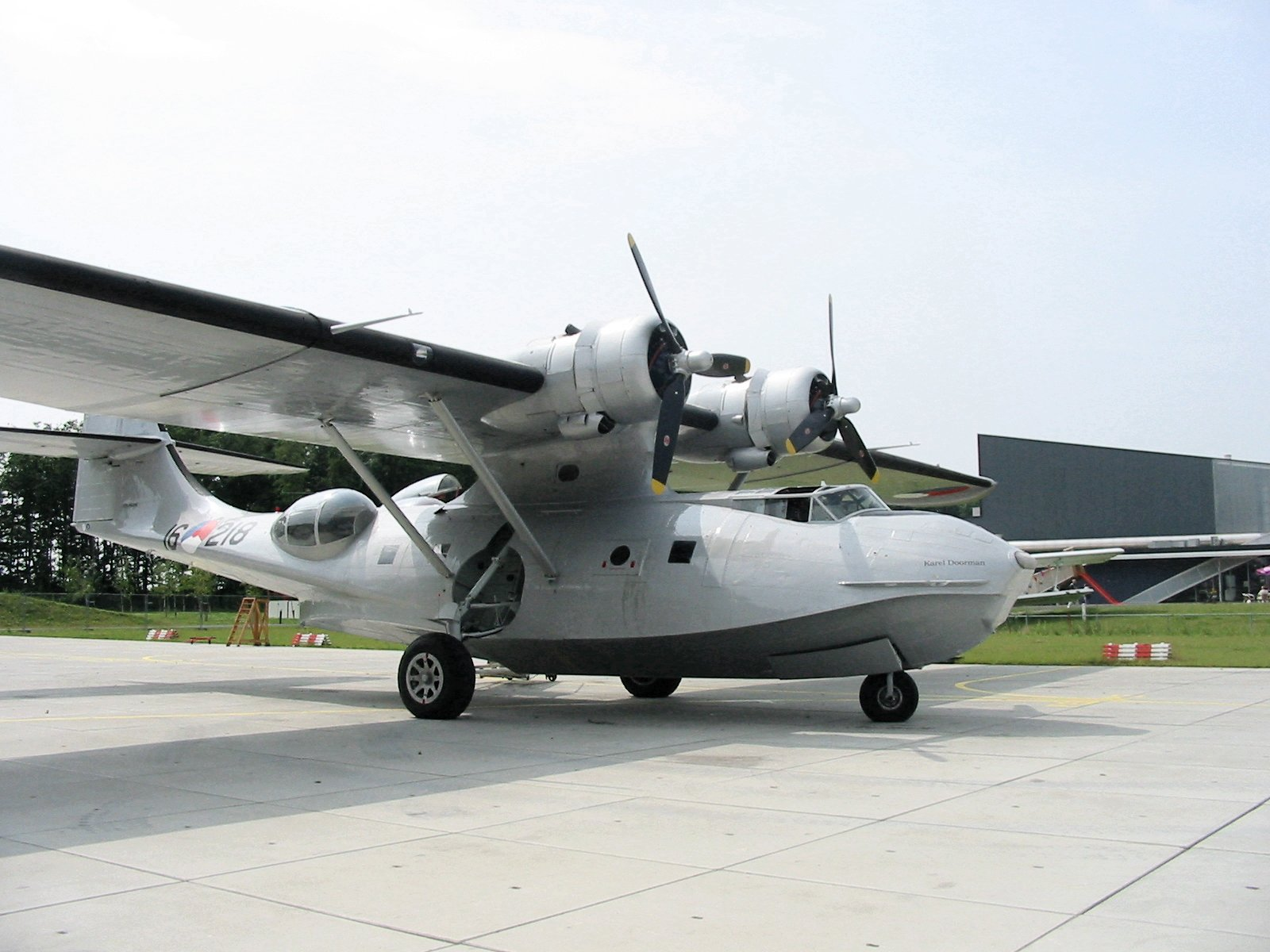
Un Consolidated PBY Catalina en el museu Aviodrome en l'aeroport.

En 1966 es va decidir que Flevopolder requeria un aeroport central. Una possible localització amb espai per a futures ampliacions es va trobar a l'est de Lelystad. El primer vol des d'aquesta localització va tenir lloc en 1971, però no va ser fins a 1973 quan va rebre oficialment la qualificació d'aeroport. Al principi, Lelystad tenia rodadures i pistes d'herba, però es va descobrir que aquesta superfície no podia suportar a tots els tràfics i les pistes pavimentades van començar a prendre forma. A causa de les pobres condicions del terreny l'aeroport va sofrir tancaments freqüents. Per resoldre aquest problema, en 1978 la primera de les rodadures va ser compactada i en 1981 la pista va ser igualment compactada. En 1991 la longitud de pista va ser incrementada fins als 1250 metres, esperant atreure a més avions de negocis amb la pista més llarga. En 1993 el Schiphol Group es va convertir en propietari de l'aeroport. El museu Aviodrome es va moure a l'aeroport de Lelystad des de Schiphol en 2003.
Està planejada una ampliació en 2010 que permetria principalment vols xàrter vacacionals de baix cost i aerolínies regionals utilitzant avions com el Boeing 737 i l'Airbus A320 des de Lelystad. L'ampliació inclourà una pista més llarga, de 2100 mde llarg, i instal·lacions per atendre avions més grossos i donar cabuda a uns dos milions de passatgers.
A causa de la presència del museu, tenen lloc freqüentment esdeveniments d'aviació en l'aeroport.